# Michael Peña
Michael Anthony Peña (Chicago, Illinois, 1976. január 13. –) amerikai színész és énekes.

## Fiatalkora
Chicagóban született, Nicolasa szociális munkás és Eleuterio Peña gyári munkás fiaként. Peña szülei eredetileg mezőgazdasági termelők voltak és Mexikóból emigráltak az Egyesült Államokba: édesapja a Jalisco-i Villa Purificaciónból származott, míg édesanyja Charcasból (San Luis Potosí). North Lawndale környékén nőtt fel, középiskolai tanulmányait a Marist High School, majd a Hubbard High School tanintézményekben végezte, utóbbiban érettségizett és versenyszerűen birkózott. Járt a St. Nicholas of Tolentine Elementary iskolába is.

## Magánélete
2000 óta szcientológus.
2006-ban feleségül vette Brie Shaffert. Roman nevű fiuk 2008-ban született.

## Filmográfia

### Film
| Év   | Cím                                   | Eredeti cím                        | Szerep                         | Magyar hang         | Rendező                     |
| ---- | ------------------------------------- | ---------------------------------- | ------------------------------ | ------------------- | --------------------------- |
| 1994 | Tappancs                              | Running Free                       | Bunk                           | Galambos Péter      | Steve Kroschel              |
| 1996 | Álnokok és elnökök                    | My Fellow Americans                | Ernesto                        | Kálloy Molnár Péter | Peter Segal                 |
| 1997 |                                       | Star Maps                          | csillagtérképes srác           |                     | Miguel Arteta               |
| 1998 |                                       | Boogie Boy                         | drogdíler                      |                     | Craig Hamann                |
| 1998 | Botcsinálta bérgyilkos                | La Cucaracha                       | küldönc                        |                     | Jack Perez                  |
| 1999 |                                       | Bellyfruit                         | Oscar                          |                     | Kerri Green                 |
| 2000 | Tolvajtempó                           | Gone in 60 Seconds                 | Ignacio                        | Tzafetás Roland     | Dominic Sena                |
| 2001 | Buhersereg                            | Buffalo Soldiers                   | Garcia                         | Kálloy Molnár Péter | Gregor Jordan               |
| 2003 | A fiatalkorú                          | The United States of Leland        | Guillermo                      |                     | Matthew Ryan Hoge           |
| 2003 | Műanyag szerető                       | Love Object                        | Ramirez                        |                     | Robert Parigi               |
| 2004 | Calcium kölyök                        | The Calcium Kid                    | Jose Mendez                    | Zámbori Soma        | Alex De Rakoff              |
| 2004 | Ütközések                             | Crash                              | Daniel                         | Papp Dániel         | Paul Haggis                 |
| 2004 | Millió dolláros bébi                  | Million Dollar Baby                | Omar                           | Bodrogi Attila      | Clint Eastwood (1.)         |
| 2005 |                                       | Little Athens                      | Carlos                         |                     | Tom Zuber                   |
| 2005 | Amerikai álom                         | Sueño                              | Jimmy                          |                     | Renee Chabria               |
| 2006 | Szédült rohanás                       | Fifty Pills                        | Eduardo                        |                     | Theo Avgerinos              |
| 2006 | Bábel                                 | Babel                              | John, határőr                  | Rajkai Zoltán       | Alejandro González Iñárritu |
| 2006 | World Trade Center                    | World Trade Center                 | Will Jimeno                    | Csőre Gábor         | Oliver Stone                |
| 2007 | Orvlövész                             | Shooter                            | Nick Memphis                   | Csőre Gábor         | Antoine Fuqua               |
| 2007 | Gyávák és hősök                       | Lions for Lambs                    | Ernest                         | Rajkai Zoltán       | Robert Redford              |
| 2008 | Eltávozáson                           | The Lucky Ones                     | T.K. Poole                     | Kisfalusi Lehel     | Neil Burger                 |
| 2009 | A szerv                               | Observe and Report                 | Dennis                         | Elek Ferenc         | Jody Hill                   |
| 2009 | Mit tettél, fiam?                     | My Son, My Son, What Have Ye Done? | Vargas nyomozó                 | Haagen Imre         | Werner Herzog               |
| 2010 |                                       | Everything Must Go                 | Frank Garcia                   |                     | Dan Rush                    |
| 2011 | A Föld inváziója – Csata: Los Angeles | Battle: Los Angeles                | Joe Rincon                     | Rajkai Zoltán       | Jonathan Liebesman          |
| 2011 | Az igazság ára                        | The Lincoln Lawyer                 | Jesus Martinez                 |                     | Brad Furman                 |
| 2011 | A jó orvos                            | The Good Doctor                    | Jimmy                          | Galambos Péter      | Lance Daly                  |
| 2011 | 30 perc vagy annyi se                 | 30 Minutes or Less                 | Chango                         |                     | Ruben Fleischer (1.)        |
| 2011 | Hogyan lopjunk felhőkarcolót?         | Tower Heist                        | Enrique Dev'reaux              | Csőre Gábor         | Brett Ratner                |
| 2012 | Az utolsó műszak                      | End of Watch                       | Mike Zavala                    | Rajkai Zoltán       | David Ayer (1.)             |
| 2013 | Gengszterosztag                       | Gangster Squad                     | Navidad Ramirez                | Csőre Gábor         | Ruben Fleischer (2.)        |
| 2013 | Turbó                                 | Turbo                              | Tito Lopez (hangja)            | Rajkai Zoltán       | David Soren                 |
| 2013 | Amerikai botrány                      | American Hustle                    | Paco Hernandez / Abdullah sejk | Takátsy Péter       | David O. Russell            |
| 2014 |                                       | Cesar Chavez                       | César Chávez                   |                     | Diego Luna                  |
| 2014 |                                       | Frontera                           | Miguel                         |                     | Michael Berry               |
| 2014 | Harag                                 | Fury                               | Trini 'Gordo' Garcia           | Csőre Gábor         | David Ayer (2.)             |
| 2015 | A Hangya                              | Ant-Man                            | Luis                           | Csőre Gábor         | Peyton Reed (1.)            |
| 2015 |                                       | The Vatican Tapes                  | Oscar Lozano atya              |                     | Mark Neveldine              |
| 2015 | Vakáció                               | Vacation                           | új-mexikói zsaru               | Csőre Gábor         | Jonathan Goldstein          |
| 2015 | Vakáció                               | Vacation                           | új-mexikói zsaru               | Csőre Gábor         | John Francis Daley          |
| 2015 | Mentőexpedíció                        | The Martian                        | Rick Martinez őrnagy           | Csőre Gábor         | Ridley Scott                |
| 2015 | Hell és Back                          | Hell and Back                      | Abigor (hangja)                |                     | Tom Gianas                  |
| 2015 | Hell és Back                          | Hell and Back                      | Abigor (hangja)                | Ross Shuman         |                             |
| 2016 |                                       | War on Everyone                    | Bob Bolano                     |                     | John Michael McDonagh       |
| 2016 | Váratlan szépség                      | Collateral Beauty                  | Simon Scott                    | Csőre Gábor         | David Frankel               |
| 2017 | Bukós szakasz                         | CHiPs                              | Frank Poncherello              | Csőre Gábor         | Dax Shepard                 |
| 2017 | A Lego Ninjago film                   | The Lego Ninjago Movie             | Kai (hangja)                   | Markovics Tamás     | Charlie Bean                |
| 2017 | A Lego Ninjago film                   | The Lego Ninjago Movie             | Kai (hangja)                   | Markovics Tamás     | Paul Fisher                 |
| 2017 | A Lego Ninjago film                   | The Lego Ninjago Movie             | Kai (hangja)                   | Markovics Tamás     | Bob Logan                   |
| 2017 | My Little Pony: A film                | My Little Pony: The Movie          | Gömböc (hangja)                | Kálloy Molnár Péter | Jayson Thiessen             |
| 2018 | 12 katona                             | 12 Stong                           | Sam Diller                     | Csőre Gábor         | Nicolai Fuglsig             |
| 2018 | Időcsavar                             | A Wrinkle in Time                  | Vörös                          | Minárovits Péter    | Ava DuVernay                |
| 2018 | A Hangya és a Darázs                  | Ant-Man and the Wasp               | Luis                           | Csőre Gábor         | Peyton Reed (2.)            |
| 2018 | Megsemmisítés                         | Extinction                         | Peter                          |                     | Ben Young                   |
| 2018 | Az új generáció                       | Next Gen                           | Momo (hangja)                  | Csőre Gábor         | Kevin R. Adams              |
| 2018 | Az új generáció                       | Next Gen                           | Momo (hangja)                  | Csőre Gábor         | Joe Ksander                 |
| 2018 | A csempész                            | The Mule                           | Trevino                        | Csőre Gábor         | Clint Eastwood (2.)         |
| 2019 | Dóra és az elveszett Aranyváros       | Dora and the Lost City of Gold     | Dóra apja                      | Csőre Gábor         | James Bobin                 |
| 2019 | Jexi – Túl okos telefon               | Jexi                               | Kai                            | Kis Horváth Zoltán  | Jon Lucas                   |
| 2019 | Jexi – Túl okos telefon               | Jexi                               | Kai                            | Kis Horváth Zoltán  | Scott Moore                 |
| 2020 | A vágyak szigete                      | Fantasy Island                     | Mr. Roarke                     | Csőre Gábor         | Jeff Wadlow                 |
| 2021 | Tom és Jerry                          | Tom & Jerry                        | Terrance Mendoza               | Csőre Gábor         | Tim Story                   |
| 2022 | Moonfall                              | Moonfall                           | Tom Lopez                      | Rajkai Zoltán       | Roland Emmerich             |
| 2022 | Titkos főhadiszállás                  | Secret Headquarters                | Ansel Argon                    | Csőre Gábor         | Henry Joost                 |
| 2022 | Titkos főhadiszállás                  | Secret Headquarters                | Ansel Argon                    | Csőre Gábor         | Ariel Schulman              |
| 2023 | Fényévnyi távolban                    | A Million Miles Away               | José M. Hernández              |                     | Alejandra Márquez Abella    |
| 2024 | Nincs lehetetlen                      | Unstoppable                        | Bobby Williams                 |                     | William Goldenberg          |
| 2025 | A melós                               | A Working Man                      | Joe Garcia                     | Csőre Gábor         | David Ayer (3.)             |

### Televízió

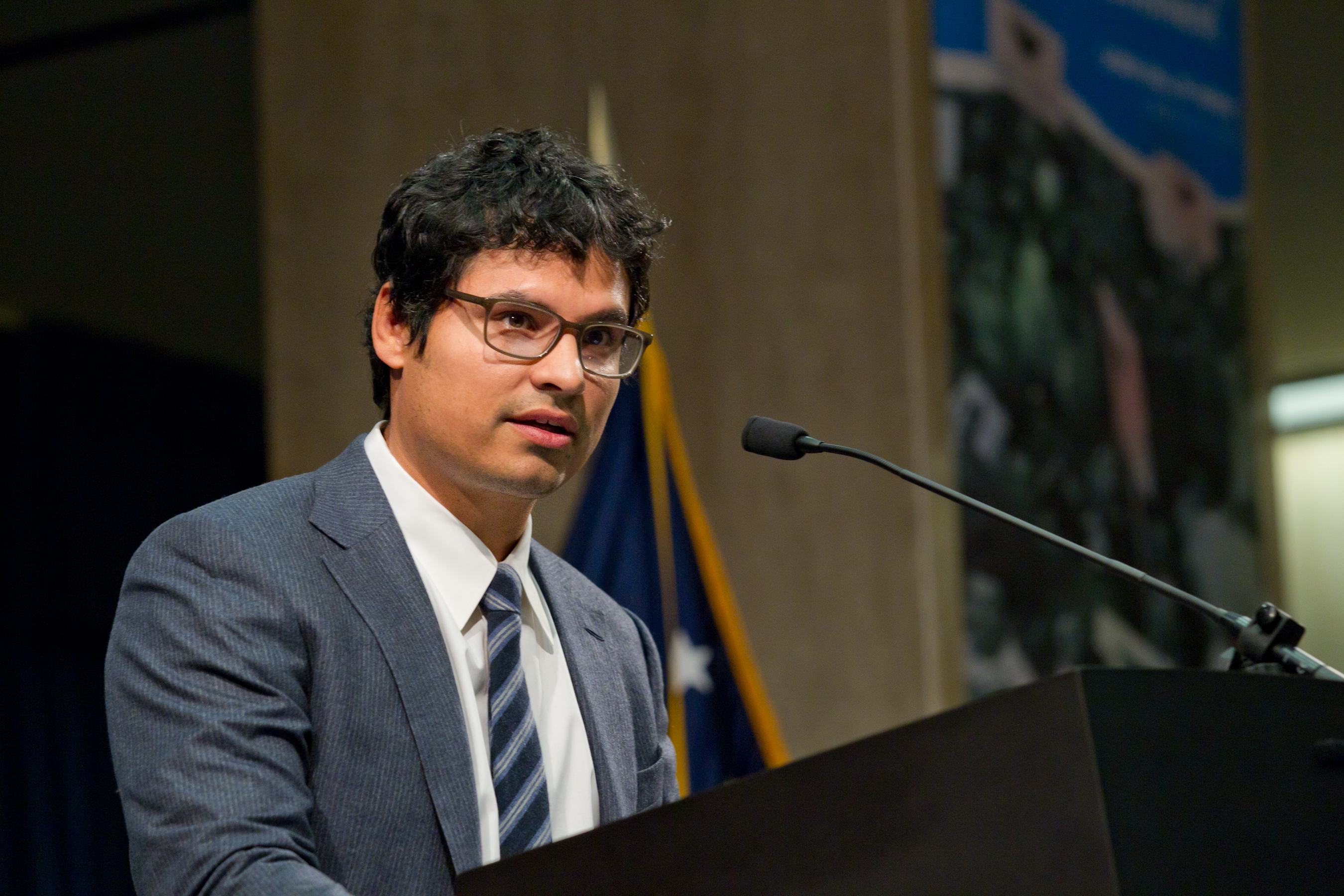
2012-ben

| Év        | Magyar cím                 | Eredeti cím                        | Szerep                | Megjegyzések         |
| --------- | -------------------------- | ---------------------------------- | --------------------- | -------------------- |
| 1996      | Pacific Blue               | Pacific Blue                       | Rabbit                | 1 epizód             |
| 1997      | Angyali érintés            | Touched by an Angel                | Reynaldo Estes        | 1 epizód             |
| 1997–2004 | New York rendőrei          | NYPD Blue                          | Ferd / Wilmer Lopez   | 2 epizód             |
| 1998      | Gyilkos utcák              | Homicide: Life on the Street       | Luis Carrenza         | 2 epizód             |
| 1998      | Sentinel – Az őrszem       | The Sentinel                       | Johnny                | 1 epizód             |
| 1998      | Hetedik mennyország        | 7th Heaven                         | Roger                 | 1 epizód             |
| 1999      |                            | Tracey Takes On...                 | Busboy                | 1 epizód             |
| 1999      |                            | Moesha                             | Alejandro             | 1 epizód             |
| 1999      | Pszichozsaru               | Profiler                           | Alex Lopez            | 1 epizód             |
| 1999–2000 |                            | Felicity                           | Brian Burke           | 5 epizód             |
| 2000      | A körzet                   | The District                       | Sante                 | 1 epizód             |
| 2001      | Roswell                    | Roswell                            | Fly                   | 2 epizód             |
| 2001      |                            | Men, Women & Dogs                  | Miguel                | 2 epizód             |
| 2002      | Hivatalból vesztes         | Andy Richter Controls the Universe | Patrick               | 2 epizód             |
| 2003      | Alkonyzóna                 | The Twilight Zone                  | Noah                  | 1 epizód             |
| 2003      | Vészhelyzet                | ER                                 | rendőr                | 1 epizód             |
| 2005      | CSI: A helyszínelők        | CSI: Crime Scene Investigation     | Juanito Concha        | 1 epizód             |
| 2005      | The Shield – Kemény zsaruk | The Shield                         | Armando Renta         | 10 epizód            |
| 2006      | Csakazértis csikánó!       | Walkout                            | Sal Castro            | tévéfilm             |
| 2008      | A nevem Earl               | My Name Is Earl                    | Circus                | 1 epizód             |
| 2010      | Egyszer fent, …inkább lent | Eastbound & Down                   | Sebastián Cisneros    | 5 epizód             |
| 2011–2013 | Amerikai fater             | American Dad!                      | Marguerite (hangja)   | 2 epizód             |
| 2014      |                            | Chozen                             | Ricky (hangja)        | 10 epizód            |
| 2016      |                            | Gracepoint                         | Mark Solano           | 10 epizód            |
| 2018      | Narcos: Mexikó             | Narcos: Mexico                     | Kiki Camarena         | főszereplő (1. évad) |
| 2023      | Jack Ryan                  | Jack Ryan                          | Domingo "Ding" Chavez | főszereplő (4. évad) |
| 2024      | Az olajügynök              | Landman                            | Armando               | 1 epizód             |

### Videójátékok
| Év   | Cím                    | Szerep | Megjegyzés               |
| ---- | ---------------------- | ------ | ------------------------ |
| 2016 | Lego Marvel's Avengers | Luis   | Hangya letölthető csomag |

## Fordítás
- Ez a szócikk részben vagy egészben  a   Michael Peña című angol Wikipédia-szócikk fordításán alapul.  Az eredeti cikk szerkesztőit annak laptörténete sorolja fel. Ez a jelzés csupán a megfogalmazás eredetét és a szerzői jogokat jelzi, nem szolgál a cikkben szereplő információk forrásmegjelöléseként.